# 니콘 Z50
니콘 Z50은 2019년 10월 10일 발표된 니콘의 미러리스 렌즈 교환식 카메라이다. Z50은 니콘의 첫번째 Z 마운트 APS-C 미러리스 카메라이다. 니콘은 이 카메라와 함께 DX 렌즈 2종, Nikkor Z DX 16–50 mm f/3.5–6.3 VR 및 Nikkor Z DX 50–250 mm f/4.5–6.3 VR을 발표하였다.

## 같이 보기
- 니콘 Z 마운트
- 니콘 Z7
- 니콘 Z6
- 니콘 DX 포맷